# Amber Hearn
Amber Liamie Rose Hearn (* 28. November 1984 in Waitakere City) ist eine neuseeländische ehemalige Fußballnationalspielerin und mit 54 Toren Rekordtorschützin ihres Landes.

## Karriere

### Vereine
Hearn spielte auf Vereinsebene in England für den Arsenal LFC und die Doncaster Rovers Belles. Nachdem sie sich während der Saison 2005/06 verletzt hatte, gab sie im Sommer 2006 den Vereinsfußball zunächst auf. 2009 gab sie jedoch nach dreijähriger Abstinenz ihr Comeback für den kanadischen W-League-Teilnehmer Ottawa Fury. Nachdem Hearn zwei Jahre lang in Ottawa gespielt hatte, kehrte sie zu Beginn des Jahres 2011 nach Neuseeland zu Lynn-Avon United in der NRFLW zurück.
In der Saison 2011/12 wechselte sie zum FF USV Jena, wo sie zunächst einen Einjahresvertrag mit vereinsseitiger Option unterschrieben hatte. Mit Jena belegte sie zunächst zweimal den 10. Platz, dann den fünften Platz, wobei sie mit zehn Toren zusammen mit Alexandra Popp den 10. Platz in der Torschützinnenliste belegte. Danach folgte der achte Platz. Nach rund sechs Jahren beim FF USV Jena wechselte sie im Juni 2017 mit Julia Arnold zum 1. FC Köln.

### Nationalmannschaft
Hearn wurde 2004 A-Nationalspielerin. Sie gab ihr Debüt am 18. Februar 2004 beim 0:2 gegen die Auswahl Australiens. Nachdem sie auch in den folgenden vier Spielen  im Jahr 2004 und dem einzigen Spiel im Jahr 2005 eingesetzt wurde, bei denen den Neuseeländerinnen auch kein Tor gelang, folgte dann aufgrund ihrer Verletzung und Karriereunterbrechung eine Länderspielpause für Hearn bis zum 14. Juni 2008. Zwei Tage später erzielte sie mit dem 1:0-Siegtreffer gegen Argentinien ihr erstes Länderspieltor und sicherte Neuseeland damit den ersten Sieg gegen eine südamerikanische Mannschaft. Hearn wurde danach nur in zwei Spielen nicht eingesetzt: beim 7:0 gegen Papua-Neuguinea im Olympia-Qualifikationsrückspiel am 4. April 2012 (sie bestritt fünf Tage später ein Bundesligaspiel mit Jena gegen Turbine Potsdam) und am 12. März 2014 im Spiel um Platz 11 beim Zypern-Cup gegen Finnland. In dieser Zeit erzielte sie in sieben Spielen je zwei Tore und in je einem Spiel drei, vier und 5 Tore, letzteres am 29. Oktober 2010 beim 14:0 gegen Vanuatu.
Sie nahm für ihr Heimatland an den Olympischen Sommerspielen 2008 in Peking teil, wo sie in allen drei Spielen 90 Minuten zum Einsatz kam. Bei der Ozeanienmeisterschaft 2010 erzielte sie 12 Tore und hatte damit maßgeblichen Anteil an der Meisterschaft und der Qualifikation für die Weltmeisterschaft in Deutschland.
Bei der WM in Deutschland gelang ihr der zwischenzeitliche 1:1-Ausgleich am 27. Juni 2011 gegen den späteren Weltmeister Japan. Im Spiel gegen Mexiko gelang ihr mit Neuseeland der erste Punktgewinn in einem WM-Spiel nach acht WM-Spielniederlagen; Neuseeland schied aber als Gruppenletzter aus.
2012 war sie mit der neuseeländischen Nationalmannschaft ebenfalls Teilnehmerin bei den Olympischen Spielen in London und erreichte nach zwei 0:1-Niederlagen gegen Großbritannien und Brasilien sowie einem 3:1 gegen Kamerun erstmals bei einem interkontinentalen Turnier die K.o.-Runde, in der Neuseeland auf die USA traf und mit 0:2 verlor.
Sie gehörte auch zum neuseeländischen Kader für die WM 2015, schied aber mit ihrer Mannschaft wieder in der Vorrunde aus und blieben auch im 12. WM-Spiel in Folge ohne Sieg. Dabei schoss sie im Spiel gegen Gastgeber Kanada, das 0:0 endete, einen Foulelfmeter an die Latte. Zuvor hatte sie im ersten Gruppenspiel gegen die Niederlande am 7. Juni ihr 100. Länderspiel bestritten.
Im Qualifikationshinspiel für die Olympischen Spiele 2016 gegen Papua-Neuguinea erzielte sie beim 7:1 am 23. Januar 2016 zwei Tore. Papua-Neuguinea trat daraufhin zum Rückspiel in Neuseeland nicht mehr an und Neuseeland ist damit für die Olympischen Spiele in Rio de Janeiro qualifiziert.
Im März 2016 nahm sie mit Neuseeland erstmals am Algarve-Cup teil und erreichte das Spiel um Platz 3. Hier gelang ihr der 1:1-Ausgleichstreffer gegen Island. Da beiden kein weiteres Tor gelang, kam es zum Elfmeterschießen, das Neuseeland mit 5:6 verlor. Das Tor wird vom neuseeländischen Verband und der FIFA als ihr 50. Länderspieltor gezählt.
Im Juli 2016 wurde sie in das Aufgebot für die Olympischen Spiele 2016 aufgenommen.
An der WM 2019 konnte sie verletzungsbedingt nicht teilnehmen. Am 26. Februar 2020 gab sie ihr Karriereende bekannt.

## Erfolge
- Ozeanienmeister 2010 und 2014
- Torschützenkönigin bei den Ozeanienmeisterschaften 2010 mit 12 Toren und 2014 mit 7 Toren
- Torschützenkönigin beim Zypern-Cup 2010 (4 Tore, zusammen mit Manon Melis, Niederlande)

## Auszeichnungen
- Fußballerin des Jahres in Neuseeland 2004
- MVP der neuseeländischen Liga 2003